# Gérard Blitz
Gérard Blitz, Jr. (Amsterdam, 1 d'agost de 1901 – Ganshoren, Regió de Brussel·les-Capital, 8 de març de 1979) va ser un nadador i waterpolista belga que va competir durant la dècada de 1920 i 1930 i va disputar quatre Jocs Olímpics. Era germà del també waterpolista Maurice Blitz.
El 1920 va prendre part en els Jocs Olímpics d'Anvers, on va disputar tres proves del programa de natació. En els 100 metres esquena guanyà la medalla de bronze, mentre en els relleus 4x200 metres lliures i els 100 metres lliures quedà eliminat en sèries. En aquests mateixos Jocs disputà la competició de waterpolo, en què guanyà la medalla de plata.
Quatre anys més tard, als Jocs de París, va tornar a guanyar la medalla de plata en la competició de waterpolo, mentre en els 100 metres esquena, del programa de natació, fou quart.
El 1928, a Amsterdam, fou cinquè en la competició de waterpolo, mentre en els relleus 4x200 metres lliures i els 100 metres esquena, del programa de natació, quedà eliminat en sèries.
A Berlín, el 1936, va disputar els seus quarts i darrers Jocs Olímpics. En ells guanyà la medalla de bronze en la competició de waterpolo. Blitz fou un dels nombrosos jueus que va guanyar alguna medalla als Jocs de l'Alemanya nazi.
El 1990 fou incorporat a l'International Swimming Hall of Fame.